# Coupe de Suède de football 1942
Navigation
Coupe de Suède 1941 Coupe de Suède 1943
La Coupe de Suède de football 1942 est la 2e édition de la Coupe de Suède de football organisée par la Fédération de Suède de football.

## Compétition

### Tour de qualification
Les rencontres ont lieu les 12, 14, 17 et 21 juin 1942
- Örebro SK (Div 2) - Motala AIF (Div 3) : 2-1
- Hammarby IF (Div 2) - IK City (Div 2) : 4-1
- Karlstads BIK (Div 2) - Örebro IK (Div 3) : 2-5
- Ludvika FfI (Div 2) - IK Sirius (Div 4) : 3-3 (4-3 a.p.)
- Nybro IF (Div 2) - Karlskrona BK (Div 3) : 3-1
- Åtvidabergs FF (Div 2) - IK Sleipner (Div 2) : 2-3
- IFK Uddevalla (Div 3) - Billingsfors IK (Div 2) : 2-5
- Ljusne AIK (Div 2) - Örtakoloniens IF (Div 3) : 3-0
- IF Verdandi (Div 3) - Djurgårdens IF (Div 2) : 3-2
- IS Halmia (Div 2) - Halmstads BK (Div 2) : 1-3
- Tidaholms GIF (Div 2) - Lundby IF (Div 2) : 2-4
- IF Vesta (Div 3) - Västerås IK (Div 3) : 2-2 (2-2 après deux prolongations)
- Hallstahammars SK (Div 2) - Avesta AIK (Div 3) : 0-1
- Olofströms IF (Div 2) - Husqvarna IF (Div 3) : 2-2 (4-2 a.p.)
- GIF Sundsvall (NM) - IK Brage (Div 2) : 6-3
- Visby IF (WC)- IFK Eskilstuna (Div 2) : 0-8

### Match d'appui
L'IF Vesta et Västerås IK n'ayant pas pu se départager lors du match de qualification qui les a opposé le 17 juin 1942 à Uppsala, il a été décidé de programmer une nouvelle opposition pour décider du vainqueur. Ce match, arbitré par Gustav Ludvigsson, a eu lieu à Västerås le 19 juin 1942 devant 500 spectateurs.
- Västerås IK (Div 3) - IF Vesta (Div 3) : 3 - 1

### Premier tour
Le match a eu lieu les 3 et 5 juillet 1942
- IFK Göteborg (All) - Degerfors IF (All) : 0-2
- IFK Östersund (NM) - Billingsfors IK (Div 2) : 0-6
- IK Sleipner (Div 2) - IFK Holmsund (NM) : 5-0
- Reymersholms IK (All) - Gårda BK (All) : 3-1
- Örebro IK (Div 3) - IFK Eskilstuna (Div 2) : 3-6
- Bodens BK (NM) - Domsjö IF (NM) : 1-2
- IF Elfsborg (All)- IFK Norrköping (All) : 3-1
- Avesta AIK (Div 3) - Västerås IK (Div 3) : 0-0 (2-0 a.p.)
- Halmstads BK (Div 2) - AIK Solna (All) : 3-1
- Helsingborgs IF (All) - GIF Sundsvall (NM) : 6-0
- Sandvikens IF (All) - Ljusne AIK (Div 2) : 1-5
- Ludvika FfI (Div 2) - Nybro IF (Div 2) : 2-1
- IF Verdandi (Div 3) - GAIS (All) : 4-4 (4-6 a.p.)
- Lundby IF (Div 2) - Hammarby IF (Div 2) : 3-3 (4-3 a.p.)
- Olofströms IF (Div 2) - Landskrona BoIS (All) : 2-1
- Malmö FF (All) - Örebro SK (Div 2) : 3-1

### Phase finale
|  | Huitièmes de finale 10 & 12 juillet 1942    | Huitièmes de finale 10 & 12 juillet 1942 |                |       | Quarts de finale 17 & 19 juillet 1942 | Quarts de finale 17 & 19 juillet 1942 |  |  | Demi-finales 23 août 1942         | Demi-finales 23 août 1942         |  |  | Finale 18 octobre 1942       | Finale 18 octobre 1942       |
|  | Huitièmes de finale 10 & 12 juillet 1942    | Huitièmes de finale 10 & 12 juillet 1942 |                |       | Quarts de finale 17 & 19 juillet 1942 | Quarts de finale 17 & 19 juillet 1942 |  |  | Demi-finales 23 août 1942         | Demi-finales 23 août 1942         |  |  | Finale 18 octobre 1942       | Finale 18 octobre 1942       |
|  |                                             |                                          |                |       |                                       |                                       |  |  |                                   |                                   |  |  |                              |                              |
|  | 12 juillet à Eskilstuna (Tunavallen)        | 12 juillet à Eskilstuna (Tunavallen)     |                |       | 17 juillet à Eskilstuna (Tunavallen)  | 17 juillet à Eskilstuna (Tunavallen)  |  |  | 23 août à Eskilstuna (Tunavallen) | 23 août à Eskilstuna (Tunavallen) |  |  | 18 octobre à Solna (Råsunda) | 18 octobre à Solna (Råsunda) |
|  | 12 juillet à Eskilstuna (Tunavallen)        | 12 juillet à Eskilstuna (Tunavallen)     |                |       | 17 juillet à Eskilstuna (Tunavallen)  | 17 juillet à Eskilstuna (Tunavallen)  |  |  | 23 août à Eskilstuna (Tunavallen) | 23 août à Eskilstuna (Tunavallen) |  |  | 18 octobre à Solna (Råsunda) | 18 octobre à Solna (Råsunda) |
|  | IFK Eskilstuna                              | 4                                        |                |       | 17 juillet à Eskilstuna (Tunavallen)  | 17 juillet à Eskilstuna (Tunavallen)  |  |  | 23 août à Eskilstuna (Tunavallen) | 23 août à Eskilstuna (Tunavallen) |  |  | 18 octobre à Solna (Råsunda) | 18 octobre à Solna (Råsunda) |
|  | IFK Eskilstuna                              | 4                                        |                |       | 17 juillet à Eskilstuna (Tunavallen)  | 17 juillet à Eskilstuna (Tunavallen)  |  |  | 23 août à Eskilstuna (Tunavallen) | 23 août à Eskilstuna (Tunavallen) |  |  | 18 octobre à Solna (Råsunda) | 18 octobre à Solna (Råsunda) |
|  | Malmö FF                                    | 1                                        |                |       | 17 juillet à Eskilstuna (Tunavallen)  | 17 juillet à Eskilstuna (Tunavallen)  |  |  | 23 août à Eskilstuna (Tunavallen) | 23 août à Eskilstuna (Tunavallen) |  |  | 18 octobre à Solna (Råsunda) | 18 octobre à Solna (Råsunda) |
|  | Malmö FF                                    | 1                                        | IFK Eskilstuna | 3     |                                       |                                       |  |  | 23 août à Eskilstuna (Tunavallen) | 23 août à Eskilstuna (Tunavallen) |  |  | 18 octobre à Solna (Råsunda) | 18 octobre à Solna (Råsunda) |
|  | 12 juillet à Ljusne (Ljusneborg)            |                                          | IFK Eskilstuna | 3     |                                       |                                       |  |  | 23 août à Eskilstuna (Tunavallen) | 23 août à Eskilstuna (Tunavallen) |  |  | 18 octobre à Solna (Råsunda) | 18 octobre à Solna (Råsunda) |
|  |                                             | Ljusne AIK                               | 1              |       |                                       |                                       |  |  | 23 août à Eskilstuna (Tunavallen) | 23 août à Eskilstuna (Tunavallen) |  |  | 18 octobre à Solna (Råsunda) | 18 octobre à Solna (Råsunda) |
|  | Ljusne AIK (a.p.)                           | Ljusne AIK                               | 1              | 3     |                                       |                                       |  |  | 23 août à Eskilstuna (Tunavallen) | 23 août à Eskilstuna (Tunavallen) |  |  | 18 octobre à Solna (Råsunda) | 18 octobre à Solna (Råsunda) |
|  | Ljusne AIK (a.p.)                           | 17 juillet à Borås (Ryavallen)           |                | 3     |                                       |                                       |  |  | 23 août à Eskilstuna (Tunavallen) | 23 août à Eskilstuna (Tunavallen) |  |  | 18 octobre à Solna (Råsunda) | 18 octobre à Solna (Råsunda) |
|  | Olofströms IF                               | 2                                        |                |       |                                       |                                       |  |  | 23 août à Eskilstuna (Tunavallen) | 23 août à Eskilstuna (Tunavallen) |  |  | 18 octobre à Solna (Råsunda) | 18 octobre à Solna (Råsunda) |
|  | Olofströms IF                               | 2                                        | IFK Eskilstuna | 1     |                                       |                                       |  |  |                                   |                                   |  |  | 18 octobre à Solna (Råsunda) | 18 octobre à Solna (Råsunda) |
|  | 12 juillet à Örnsköldsvik (Örnsköldsvik IP) |                                          | IFK Eskilstuna | 1     |                                       |                                       |  |  |                                   |                                   |  |  | 18 octobre à Solna (Råsunda) | 18 octobre à Solna (Råsunda) |
|  |                                             | IF Elfsborg                              | 2              |       |                                       |                                       |  |  |                                   |                                   |  |  | 18 octobre à Solna (Råsunda) | 18 octobre à Solna (Råsunda) |
|  | Domsjö IF                                   | IF Elfsborg                              | 2              | 2 (2) |                                       |                                       |  |  |                                   |                                   |  |  | 18 octobre à Solna (Råsunda) | 18 octobre à Solna (Råsunda) |
|  | Domsjö IF                                   | 23 août à Göteborg (Gamla Ullevi)        |                | 2 (2) |                                       |                                       |  |  |                                   |                                   |  |  | 18 octobre à Solna (Råsunda) | 18 octobre à Solna (Råsunda) |
|  | IF Elfsborg (a.p.)                          | 2 (5)                                    |                |       |                                       |                                       |  |  |                                   |                                   |  |  | 18 octobre à Solna (Råsunda) | 18 octobre à Solna (Råsunda) |
|  | IF Elfsborg (a.p.)                          | 2 (5)                                    | IF Elfsborg    | 8     |                                       |                                       |  |  |                                   |                                   |  |  | 18 octobre à Solna (Råsunda) | 18 octobre à Solna (Råsunda) |
|  | 12 juillet à Billingsfors                   |                                          | IF Elfsborg    | 8     |                                       |                                       |  |  |                                   |                                   |  |  | 18 octobre à Solna (Råsunda) | 18 octobre à Solna (Råsunda) |
|  |                                             | Billingsfors IK                          | 1              |       |                                       |                                       |  |  |                                   |                                   |  |  | 18 octobre à Solna (Råsunda) | 18 octobre à Solna (Råsunda) |
|  | Billingsfors IK                             | Billingsfors IK                          | 1              | 2     |                                       |                                       |  |  |                                   |                                   |  |  | 18 octobre à Solna (Råsunda) | 18 octobre à Solna (Råsunda) |
|  | Billingsfors IK                             | 19 juillet à Göteborg (Gamla Ullevi)     |                | 2     |                                       |                                       |  |  |                                   |                                   |  |  | 18 octobre à Solna (Råsunda) | 18 octobre à Solna (Råsunda) |
|  | Lundby IF                                   | 0                                        |                |       |                                       |                                       |  |  |                                   |                                   |  |  | 18 octobre à Solna (Råsunda) | 18 octobre à Solna (Råsunda) |
|  | Lundby IF                                   | 0                                        | GAIS           | 2     |                                       |                                       |  |  |                                   |                                   |  |  |                              |                              |
|  | 10 juillet à Göteborg (Gamla Ullevi         |                                          | GAIS           | 2     |                                       |                                       |  |  |                                   |                                   |  |  |                              |                              |
|  |                                             | IF Elfsborg                              | 1              |       |                                       |                                       |  |  |                                   |                                   |  |  |                              |                              |
|  | GAIS (a.p.)                                 | IF Elfsborg                              | 1              | 1 (2) |                                       |                                       |  |  |                                   |                                   |  |  |                              |                              |
|  | GAIS (a.p.)                                 |                                          |                | 1 (2) |                                       |                                       |  |  |                                   |                                   |  |  |                              |                              |
|  | Avesta AIK                                  | 1 (1)                                    |                |       |                                       |                                       |  |  |                                   |                                   |  |  |                              |                              |
|  | Avesta AIK                                  | 1 (1)                                    | GAIS           | 6     |                                       |                                       |  |  |                                   |                                   |  |  |                              |                              |
|  | 12 juillet à Degerfors (Stora Valla)        |                                          | GAIS           | 6     |                                       |                                       |  |  |                                   |                                   |  |  |                              |                              |
|  |                                             | Degerfors IF                             | 1              |       |                                       |                                       |  |  |                                   |                                   |  |  |                              |                              |
|  | Degerfors IF (a.p.)                         | Degerfors IF                             | 1              | 1 (4) |                                       |                                       |  |  |                                   |                                   |  |  |                              |                              |
|  | Degerfors IF (a.p.)                         | 19 juillet à Halmstad (Örjans Vall)      |                | 1 (4) |                                       |                                       |  |  |                                   |                                   |  |  |                              |                              |
|  | Helsingborgs IF                             | 1 (1)                                    |                |       |                                       |                                       |  |  |                                   |                                   |  |  |                              |                              |
|  | Helsingborgs IF                             | 1 (1)                                    | GAIS           | 3     |                                       |                                       |  |  |                                   |                                   |  |  |                              |                              |
|  | 12 juillet à Solna                          |                                          | GAIS           | 3     |                                       |                                       |  |  |                                   |                                   |  |  |                              |                              |
|  |                                             | Halmstads BK                             | 1              |       |                                       |                                       |  |  |                                   |                                   |  |  |                              |                              |
|  | Reymersholms IK                             | Halmstads BK                             | 1              | 1     |                                       |                                       |  |  |                                   |                                   |  |  |                              |                              |
|  | Reymersholms IK                             |                                          |                | 1     |                                       |                                       |  |  |                                   |                                   |  |  |                              |                              |
|  | Halmstads BK                                | 5                                        |                |       |                                       |                                       |  |  |                                   |                                   |  |  |                              |                              |
|  | Halmstads BK                                | 5                                        | Halmstads BK   | 4     |                                       |                                       |  |  |                                   |                                   |  |  |                              |                              |
|  | 10 juillet à Norrköping (Idrottsparken)     |                                          | Halmstads BK   | 4     |                                       |                                       |  |  |                                   |                                   |  |  |                              |                              |
|  |                                             | IK Sleipner                              | 1              |       |                                       |                                       |  |  |                                   |                                   |  |  |                              |                              |
|  | IK Sleipner (a.p.)                          | IK Sleipner                              | 1              | 2 (3) |                                       |                                       |  |  |                                   |                                   |  |  |                              |                              |
|  | IK Sleipner (a.p.)                          |                                          |                | 2 (3) |                                       |                                       |  |  |                                   |                                   |  |  |                              |                              |
|  | Ludvika FfI                                 | 2 (2)                                    |                |       |                                       |                                       |  |  |                                   |                                   |  |  |                              |                              |
|  | Ludvika FfI                                 | 2 (2)                                    |                |       |                                       |                                       |  |  |                                   |                                   |  |  |                              |                              |

## Finale
| 18 octobre 1942 | GAIS (Allsvenskan)     | 2 - 1 | IF Elfsborg (Allsvenskan) | Råsunda, Solna                                          |                                                         |
|                 | Åke Schön · Folke Lind |       | But inscrit               | Spectateurs : 10,013 Arbitrage : Ivan Eklind, Stockholm | Spectateurs : 10,013 Arbitrage : Ivan Eklind, Stockholm |
|                 | Source                 |       |                           | Spectateurs : 10,013 Arbitrage : Ivan Eklind, Stockholm | Spectateurs : 10,013 Arbitrage : Ivan Eklind, Stockholm |

| GAIS | IF Elfsborg |

| MALMÖ FF :                             |                   |
|                                        |                   |
| GB                                     | Nils Johansson    |
| DC                                     | Bertil Sernros    |
| DC                                     | Sixten Rosenqvist |
| D                                      | Arne Gustafsson   |
| D                                      | Rolf Gustafsson   |
|                                        | Bengt Mossberg    |
|                                        | Åke Schön         |
| M                                      | Rune Östling      |
| M                                      | Folke Lind        |
| M                                      | Sven Jacobsson    |
| A                                      | Göte Sjösten      |
| Entraîneur :                           |                   |
| Helge Liljebjörn Albert "Abben" Olsson |                   |

Règles du match
- 90 minutes.
- 30 minutes de prolongations en cas d'égalité.
- Match d'appui si l'égalité persiste.
- Aucun remplacement possible.

| Vainqueur de la Svenska Cupen 1942 |
| ---------------------------------- |
| GAIS 1er titre                     |

## Records
- Plus grande affluence : 10.013 spectateurs à l'occasion de la finale de la Coupe de Suède entre GAIS et l'IF Elfsborg, à Solna (Råsunda) le 18 octobre 1942.
- Plus petite affluence : 300 spectateurs à l'occasion de la rencontre du tour de qualification entre l'IF Vesta et l'IFK Eskilstuna, à Uppsala le 17 juin 1942.
- Meilleure attaque : IFK Eskilstuna, 22 buts.
- Meilleure différence de buts : IFK Eskilstuna, +15.
- Plus grand nombre de buts dans une rencontre :
  - Dans le temps règlementaire : 9 buts, lors de
    - GIF Sundsvall 6 - 3 IK Brage (tour de qualification)
    - Örebro IK 3 - 6 IFK Eskilstuna (1er tour)
    - IF Elfsborg 8 - 1 Billingsfors IK (1/4 de finale)

  - avec les prolongations : 10 buts, lors de
    - IF Verdandi 4 - 4 GAIS, (4-6 après prolongation, 1er tour)
- Plus grand écart au score : 8 buts, à l'occasion de la rencontre opposant Visby IF à l'IFK Eskilstuna lors du tour de qualification (0-8).
- Plus large victoire à domicile : 8 - 1, lors d'IF Elfsborg-Billingsfors IK, en 1/4 de finale.
- Plus large victoire à l'extérieur : 0 - 8, lors de Visby IF - IFK Eskilstuna, en tour de qualification.